# 食細胞
食細胞（しょくさいぼう、ファーゴサイト、phagocyte）とは、動物体内で組織間隙を遊走し、食作用をもつ細胞の総称。細胞性免疫を担い、外来の微生物などの異物を呑み込み、破壊する。

## タイプ
食細胞には主な3つのカテゴリーがある。
- マクロファージ（大食細胞）および単球
- 好中球
- 樹状細胞（ランゲルハンス細胞）

貪食細胞は、広義には食細胞を意味するが、狭義にはマクロファージを意味する。

## 機能
食細胞は病原体を食するので感染に対する免疫系による最初の応答に用いられるのはきわめて有用なことである。この細胞は消化酵素（タンパク質分解酵素）および酸素ラジカルを満たした多くのリソソームを含んでおり外来物の消化を可能にしている。この細胞は病原体、沈着物、死んだか死につつある細胞、細胞外基質を呑み込む。これらの異物を細胞内にファゴソームとして取り込んだ後、リソソームがファゴソームに融合してファゴリソソームを形成し、その中の物質を消化・吸収する。
皮膚が破壊されると、損傷部位に最初に到着する食細胞は好中球である。この細胞は細菌に対して細胞毒性のある顆粒を放出したり貪食して戦う。食作用は創傷治癒プロセスで活動性があるものの一つである。
病原体の貪食機能において、特別の抗原提示細胞（B細胞、樹状細胞、マクロファージ）は細胞表面に、消化の結果得られた小さなペプチドをMHCクラスII分子に結合させて提示する。ヘルパーT細胞（CD4+）がその後これら抗原を認識し、これは第2シグナルとして補助的に働き、細胞性免疫反応を補う。
食細胞は正常細胞と腫瘍細胞のアポトーシスも誘導することができる。また陽イオンタンパク質、補体因子および凝固因子、アラキドン酸代謝物、プロスタグランジン、ロイコトリエン、トロンボキサン、サイトカイン、タンパク分解酵素、加水分解酵素、活性酸素および窒素中間体などを産生する。

## 病原体抵抗性
多くの病原体、例えば結核菌、サルモネラ菌、レジオネラ菌は、ファーゴリソソームの形成を阻止する。他に、リーシュマニア属の寄生虫はファーゴリソソーム中で消化されそうになってもこれに抵抗し回避することができる。
ヘルパーT細胞は、食細胞を活性化して細胞内の病原体を消化させるのを機能の一つにもっている。

## 語源
phagocyteの意味は『食する細胞』である。ギリシャ語のphageinは『食す』、そしてkytosは『穴』を意味し、コルクの穴が細胞であることから『細胞』を意味する。